# Градус Цельсия

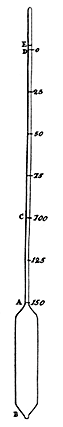
Рисунок термометра, сделанный Цельсием, 1742

Гра́дус Це́льсия (обозначение: °C или юникод символ U+2103 ℃) — широко распространённая единица температуры, применяемая в Международной системе единиц (СИ) наряду с кельвином. Используется всеми странами, кроме США, Багамских Островов, Белиза, Каймановых Островов и Либерии.
Градус Цельсия назван в честь шведского учёного Андерса Цельсия, предложившего в 1742 году новую шкалу для измерения температуры.
Первоначальное определение градуса Цельсия зависело от определения стандартного атмосферного давления, потому что и температура кипения воды, и температура таяния льда зависят от этого параметра. Это не очень удобно для стандартизации единицы. Поэтому после принятия кельвина (K) в качестве основной единицы выражения температуры определение градуса Цельсия было пересмотрено.
Согласно современному определению, один градус Цельсия равен одному кельвину (K), а ноль шкалы Цельсия установлен таким образом, что температура тройной точки воды равна 0,01 °C. В итоге шкалы Цельсия и Кельвина сдвинуты на 273,15 единиц:
{\displaystyle t_{C}=t_{K}-273{,}15}

## Терминология
В рамках Международной системы единиц (СИ) проводится различие между величиной «термодинамическая температура», выражаемой в кельвинах, и той величиной, которая выражается в градусах Цельсия. Основные международные и российские документы, содержащие описание единиц СИ и регламентирующие их использование, называют градус Цельсия не единицей температуры, а единицей температуры Цельсия (фр. température Celsius, англ. Celsius temperature). Этот термин используется в Брошюре СИ (фр. Brochure SI, англ. The SI Brochure), опубликованной Международным бюро мер и весов (МБМВ) и содержащей полное официальное описание СИ вместе с её толкованием. Он применяется в ГОСТ 8.417-2002 «Единицы физических величин» и в «Положении о единицах величин, допускаемых к применению в Российской Федерации», утверждённом Правительством РФ. В свою очередь температуру Цельсия (обозначение t) Брошюра СИ и ГОСТ 8.417-2002 определяют выражением t = T — T0, где T — термодинамическая температура, выражаемая в кельвинах, а T0 = 273,15 К.
В соответствии со сказанным градус Цельсия относится к производным единицам СИ, имеющим специальные наименования и обозначения.

## История
В 1665 году голландский физик Христиан Гюйгенс вместе с английским физиком Робертом Гуком впервые предложили использовать в качестве отсчётных точек температурной шкалы точки таяния льда и кипения воды.

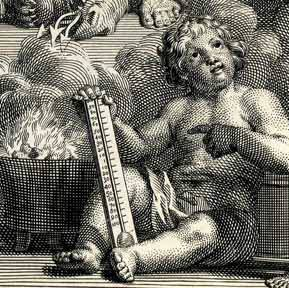
Ангел, держащий термометр со старой шкалой Цельсия. Фрагмент фронтисписа книги К. Линнея Hortus Cliffortianus, 1738

В 1742 году шведский астроном, геолог и метеоролог Андерс Цельсий (1701—1744) на основе этой идеи разработал новую температурную шкалу. Первоначально в ней за ноль была принята точка кипения воды, а за 100 °C — температура замерзания воды (точка плавления льда). Позже, уже после смерти Цельсия, его современники и соотечественники ботаник Карл Линней и астроном Мортен Штремер использовали эту шкалу в перевёрнутом виде (за 0 °C стали принимать температуру таяния льда, а за 100 °C — кипения воды). В таком виде шкала и используется до нашего времени.
По одним сведениям, Цельсий сам перевернул свою шкалу по совету Штремера. По другим сведениям, шкалу перевернул Карл Линней в 1745 году, либо Жан-Пьер Кристин в 1743. А по третьим — шкалу перевернул преемник Цельсия Мортен Штремер, и в XVIII веке такой термометр был широко распространён под названием «шведский термометр», а в самой Швеции — под именем Штремера, но известнейший шведский химик Йёнс Якоб Берце́лиус в своём труде «Руководство по химии» назвал шкалу «Цельсиевой» и с тех пор стоградусная шкала стала носить имя Андерса Цельсия. Однако чаще шкалу именовали просто стоградусной шкалой (англ. и фр. centigrade). Официально наименование градус Цельсия принято на IX Генеральной конференции по мерам и весам в 1948 году.
Цельсий в своей работе «Наблюдения двух фиксированных положений на термометре» (швед. Observationer om twänne beständiga grader på en thermometer) рассказал о своих экспериментах, показывающих, что температура таяния льда (0 °C) не зависит от давления. Он также определил с удивительной точностью, как температура кипения воды варьировалась в зависимости от атмосферного давления.
Он предположил, что отметку 100 °C (точку кипения воды) можно откалибровать, зная, на каком уровне относительно поверхности моря находится термометр.
Шкала Цельсия линейна в интервале от 0 до 100 °C и также линейно продолжается в области ниже 0 °C и выше 100 °C. Линейность является основной проблемой при точных измерениях температуры. Достаточно упомянуть, что классический термометр, заполненный водой, невозможно разметить для температур ниже 4 °C, так как в этом диапазоне вода начинает снова расширяться при охлаждении.

## Некоторые основные температуры
|                                                                       | кельвин    | градус Цельсия | градус Фаренгейта |
| --------------------------------------------------------------------- | ---------- | -------------- | ----------------- |
| Абсолютный ноль                                                       | 0 K        | −273,15 °C     | −459,67 °F        |
| Температура кипения жидкого азота                                     | 77,4 K     | −195,8 °C      | −320,3 °F         |
| Сублимация (переход из твёрдого состояния в газообразное) сухого льда | 195,1 K    | −78 °C         | −108,4 °F         |
| Точка пересечения шкал Цельсия и Фаренгейта                           | 233,15 K   | −40 °C         | −40 °F            |
| Температура плавления льда                                            | 273,1499 K | −0,0001 °C     | 31,99982 °F       |
| Тройная точка воды                                                    | 273,16 K   | 0,01 °C        | 32,018 °F         |
| Нормальная температура человеческого тела                             | 310 K      | 36,6 °C        | 97,9 °F           |
| Температура кипения воды при давлении в 1 атмосферу (101,325 кПа)     | 373,1339 K | 99,9839 °C     | 211,971 °F        |